# Rasa de Tristany
La Rasa de Tristany és un torrent afluent per la dreta de la Rasa del Molí de Moixons que neix a 1 km. al sud-oest del poblet de Su, al vessant de ponent del Serrat Llarg.
Des del seu naixement, la Rasa de Tristany passa successivament pels termes municipals de Riner i Pinós. La seva conca hidrogràfica està constituïda per una xarxa de dotze petits cursos fluvials que sumen una longitud total de 8.333 metres que transcorren el mateixos municipis.

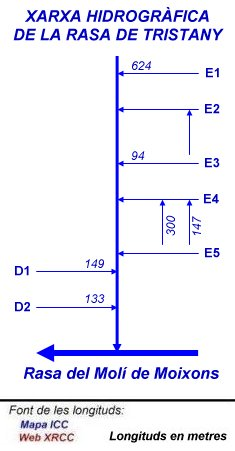
Xarxa hidrogràfica de la Rasa de Tristany

|       | Longitud (en m.) | % del recorregut |
| ----- | ---------------- | ---------------- |
| Riner | 627              | 17,57%           |
| Pinós | 2.942            | 82,43%           |

| Municipi |    | Longitud que hi transcorre |
| -------- | -- | -------------------------- |
| Riner    | 4  | 2.163 m                    |
| Pinós    | 10 | 6170 m                     |